# Horama panthalon
Horama panthalon (tên tiếng Anh: Bướm ong bắp cày Texas) là một loài bướm đêm thuộc phân họ Arctiinae, họ Erebidae. Nó được tìm thấy ở hầu hết Nam Mỹ, phía bắc đến México, miền nam Arizona, miền nam New Mexico, Texas và Florida.
Sải cánh dài 32–34 mm. Con trưởng thành bay quanh năm. Chúng bắt chước ong bắp cày giấy (loài Polistes).

## Phụ loài
- Horama panthalon panthalon (Venezuela, Brazil, Antilles)
- Horama panthalon texana (Texas, Mexico, Honduras)

## Hình ảnh

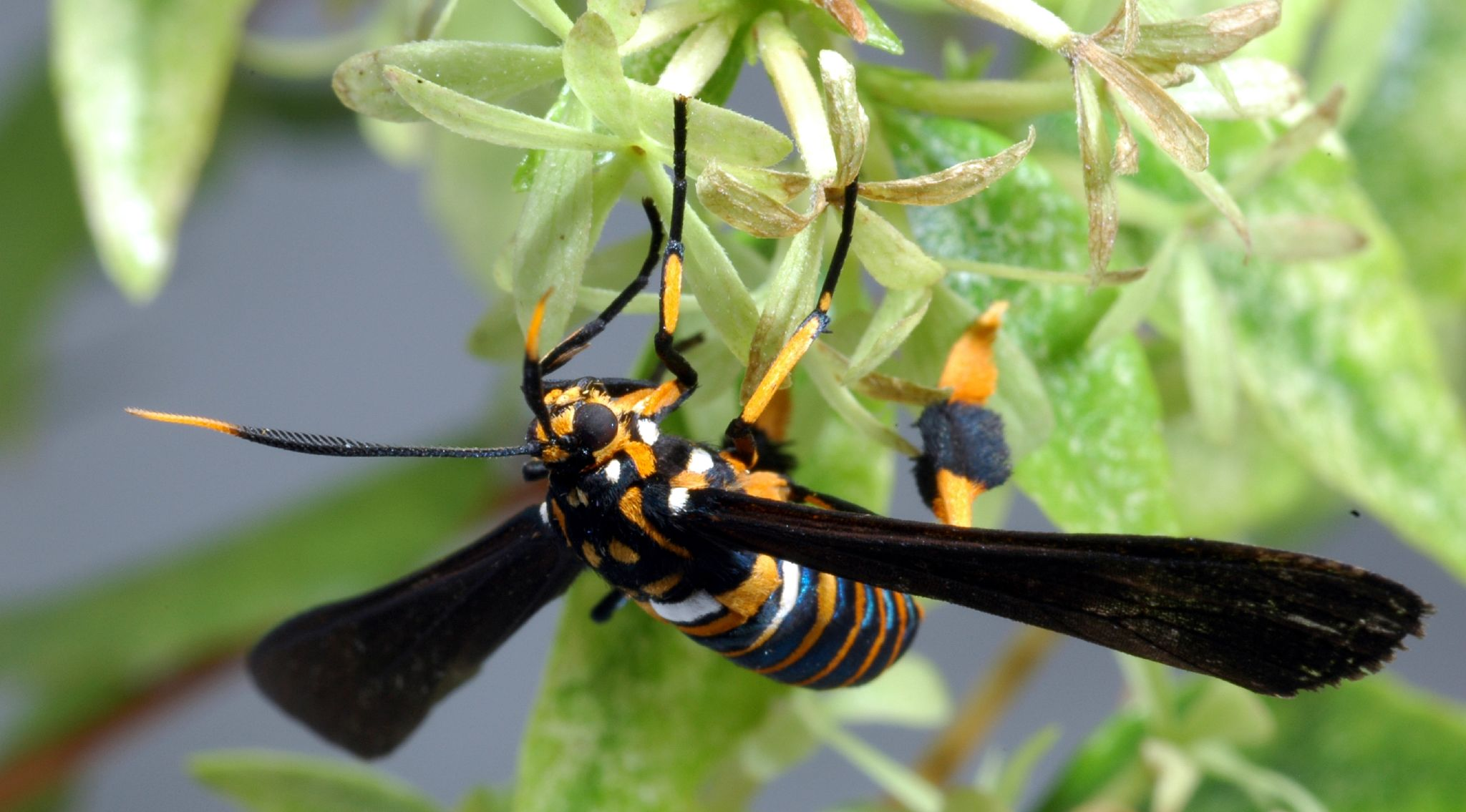
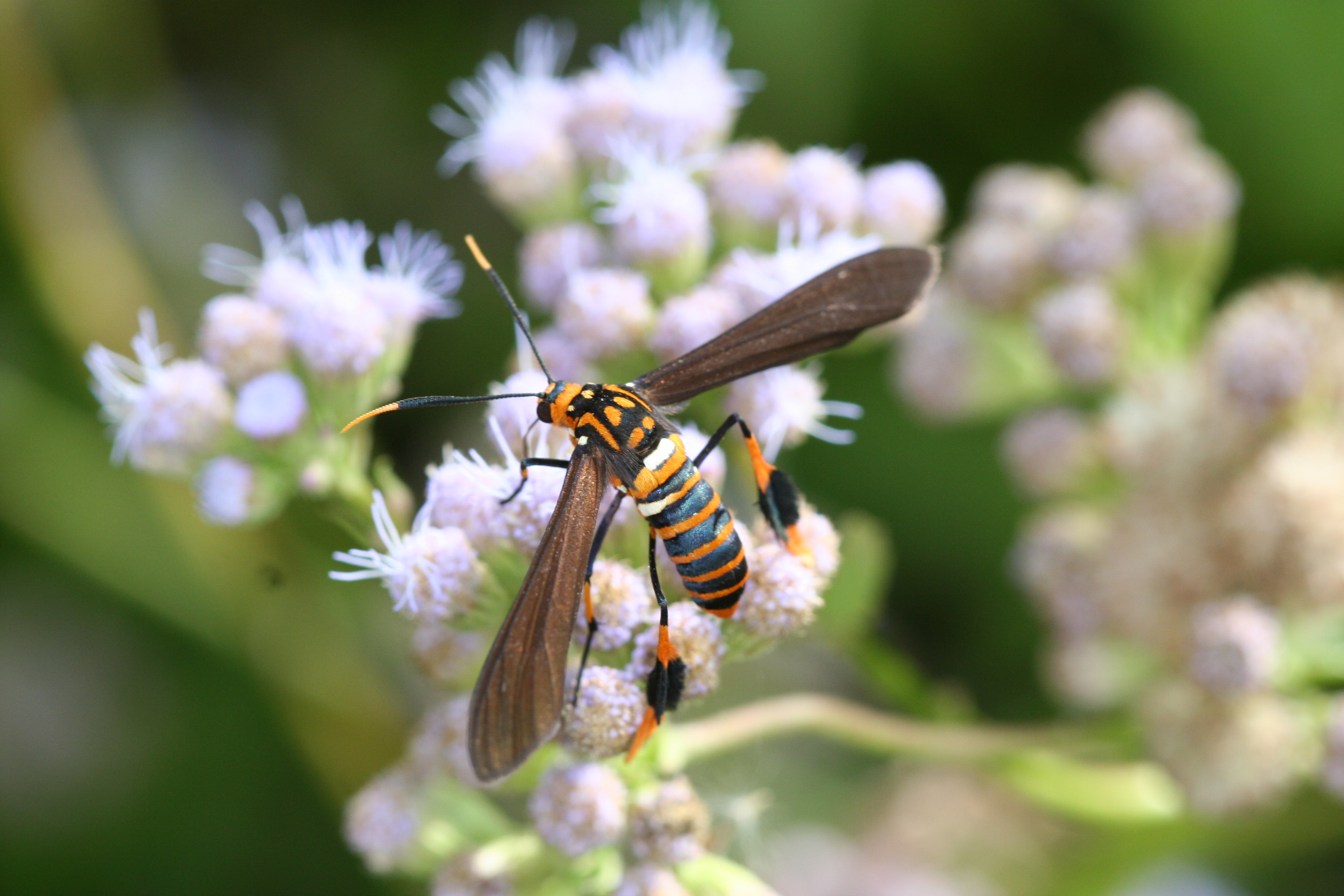